# アッパー半島

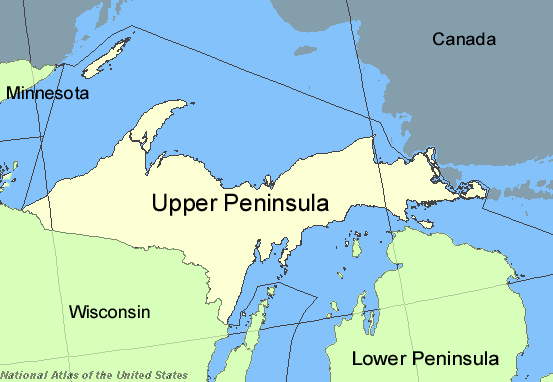
アッパー半島の地図

アッパー半島（アッパーはんとう、Upper Peninsula）は、アメリカ合衆国ミシガン州北西部を形成する半島。正式な名称はUpper Peninsula of Michigan（ミシガン州のアッパー半島）というが、単にUpper Peninsula、Upper Michigan、またはThe U.P.と呼ぶことのほうが多い。またLand above the Mackinac（マキノー海峡（Straits of Mackinac）の上の地）と呼ぶこともある。同半島は北にスペリオル湖、南にミシガン湖およびヒューロン湖と、五大湖のうちの3つの湖に囲まれている。東側にはミシガン州とカナダのオンタリオ州との国境をなすセントメアリーズ川が流れている。西側は地続きでウィスコンシン州北部とつながっている。アッパー半島とロウアー半島を隔てるマキノー海峡には長さ約8kmのマキノー橋が架かっている。
アッパー半島はミシガン州の中では田舎とされる地域である。同半島の面積は州土の約1/3を占めるにもかかわらず、そこには州の総人口のわずか3%が住んでいるのみである。ロウアー半島には全米有数の大都市であるデトロイトや州都ランシングなど州の主要都市が集中しているのに対し、アッパー半島はその最大都市であるマーケットでも人口2万人強である。マーケットのほかに人口1万人を超えるアッパー半島の都市はスーセントマリーとエスカナバの2つだけである。アッパー半島の住民はU.P.-ersの転訛で「ユーパーズ｣（Yoopers）と呼ばれている。
気候や土壌が農業に適さないため、アッパー半島の経済は主に林業と鉱業で支えられてきた。1890年代から1920年代にかけては特に鉱業が盛んで「黄金時代」と呼ばれたが、その後多くの鉱山は閉山した。現在では州のほとんどは森林で覆われ、伝統の林業に加えて、自然環境と夏の涼しさを生かして発展した観光業が地域の経済を支えている。

## 歴史
判明しているうち最古のアッパー半島の住民は、800年頃にこの地に住み着いていたネイティブ・アメリカンのアニシナーベ族である。彼らは主に漁をして生活の糧を得ていた。初めてヨーロッパ人がこの地に足を踏み入れたのは1620年頃であった。初期の入植者は主にフランス人で、ネイティブ・アメリカンとの毛皮の取引所を半島のあちこちに建てていた。1763年にフレンチ・インディアン戦争が終わると、アッパー半島の領有権はイギリスに移った。

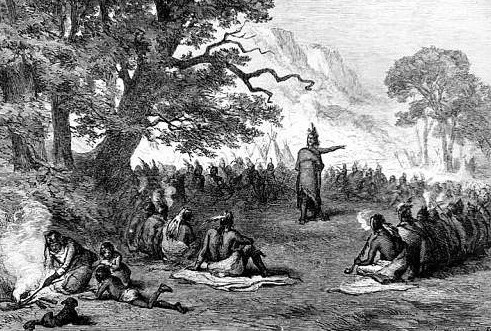
1763年4月27日、ネイティブ・アメリカンのチーフであったポンティアックが民衆を集め、イギリスに対して立ち上がるよう演説をしているところ。

それまでこの地域に入植していたフランス人はネイティブ・アメリカンを対等に扱ってきたのに対し、イギリス人はネイティブ・アメリカンを被征服民として扱った。そのため、イギリスの支配力が増すにつれて、この地域のネイティブ・アメリカンたちは次第に不満を感じていくようになった。こうした不満は、ポンティアックの反乱でロウアー半島北端、現在のマキノーシティにあったミシリマキノー砦が攻撃されたことにも現れている。ミシリマキナノー砦はマキノー海峡をはさんでロウアー半島北部とアッパー半島東部にまたがっていたミシリマキノー地域における、イギリス軍の主要な砦であった。
アッパー半島は独立戦争後、1783年のパリ条約によってアメリカ合衆国領とされたが、イギリスによる実質的な支配は1797年にジェイ条約が締結されるまで続いた。アメリカ合衆国領となっても、アッパー半島の経済は毛皮の取引によって支えられていた。ドイツ移民の実業家ヨハン・ヤコブ・アストルは、1808年にマキノー島にアメリカ毛皮会社を設立した。しかし、1830年代に入るとアッパー半島における毛皮取引は下火となっていった。

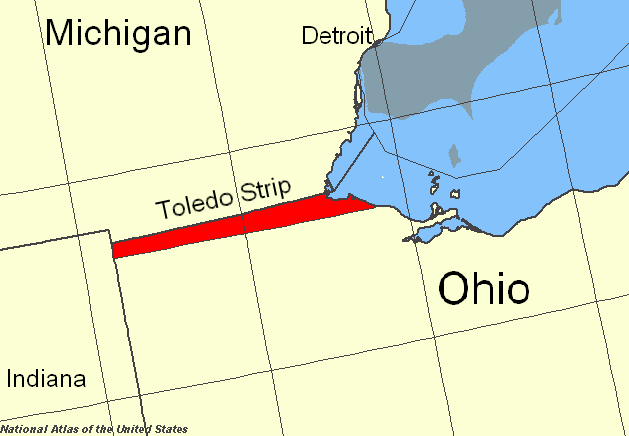
トレド・ストリップ。この細長い地をオハイオ州に譲る代わりにミシガン州はアッパー半島の全域を州土とした。

1805年にミシガン準州が設置されたときは、準州土にはロウアー半島こそ全域が含まれていたものの、アッパー半島は東部しか含まれていなかった。1819年に準州土は広げられ、アッパー半島の全域のみならず、それまでインディアナ準州・イリノイ準州に含まれていた現在のウィスコンシン州の全域やミシシッピ川以東のミネソタ州もミシガン準州に含められた。1833年にはさらに拡大され、現在のミネソタ州の全域、アイオワ州の全域、ミズーリ川以東のノースダコタ州・サウスダコタ州もミシガン準州に含められた。しかし1836年、ミシガン準州は州昇格に備え、準州域を1805年の設立当時の準州域に戻し、残りをウィスコンシン準州として分割したため、ミシガン準州に含まれるアッパー半島の領域は東部のみとなった。このとき、アッパー半島を完全にミシガン準州から切り離す案もあった。一方、ミシガン準州の南のほうでは、先に州に昇格していたオハイオ州との間でトレド・ストリップ（en:Timeline of the Toledo Strip）と呼ばれる細長い領土と境界線をめぐって「トレド戦争」という激しい論争が起きていた。この論争は1836年12月にミシガン準州がトレド・ストリップをオハイオ州に譲る代わりに新ミシガン州がアッパー半島の全域を州土とすることで決着がついた。こうして州土は確定し、1837年1月、ミシガン州は連邦26番目の州となった。当時は、トレド・ストリップよりもアッパー半島のほうが価値の低い土地であると見られていたため、ミシガン州はこの論争における敗者と見なされた。当時の連邦のレポートでは、アッパー半島はsterile region on the shores of Lake Superior destined by soil and climate to remain forever a wilderness（永遠に荒野として残ることを土壌と気候が運命付けた、スペリオル湖岸の不毛の土地）と記されていた。

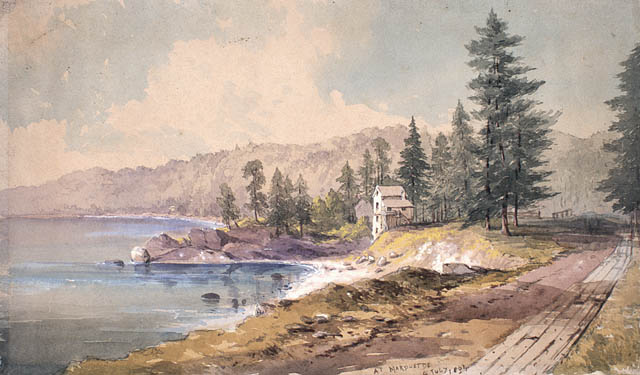
マーケット（1864年）

しかし1840年代に入ると、アッパー半島で銅や鉄の鉱脈が見つかり、この「不毛の荒野」というイメージはたちまち払拭された。初期こそ採算が取れなかったものの、アッパー半島の鉱山は次第に採掘量を増し、カリフォルニアのゴールド・ラッシュを上回るほどの活況を地域にもたらした。1855年にはスーセントマリー運河が開通し、1859年にはマーケットの港に埠頭が完成した。1860年代には、アッパー半島は銅鉱石の生産において全米の90%を占めるほどになった。1890年代に入ると、今度は鉄鉱石の鉱業で栄え、黄金時代を迎えた。アッパー半島における鉱業は1920年代まで隆盛であったが、その後は斜陽に転じた。アッパー半島最後の銅山は1965年に閉山した。鉄山もその多くが閉山となり、現在ではマーケット近辺に残るいくつかの鉄山が細々と採掘を続けているのみである。
鉱業が隆盛にあった時期には、アッパー半島には各地からアメリカ人や移民が移住してきた。治安を維持するため、連邦政府はカッパーハーバーの近くにウィルキンス砦を建てた。この地に最初に移住してきた移民は、幾世紀にもわたって鉱業に従事してきたコーンウォール系の移民であった。その後アイルランド系、ドイツ系、フランス系カナダ人がこの地に住み着くようになった。現在アッパー半島で最も多いフィンランド系住民の祖先は1890年代にこの地に大量移住してきた。20世紀初頭においても、アッパー半島の人口の75%はアメリカ合衆国外の生まれであった。

### スペリオル州分離独立案

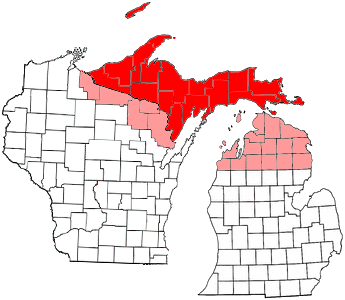
ミシガン州・ウィスコンシン州のうち、赤色はスペリオル州としての分離独立が提案されてきた地域。ピンク色の地域が分離独立案に含まれることもあった。

歴史上幾度かにわたって、アッパー半島をスペリオル州としてミシガン州から分離独立させ、アメリカ合衆国51番目の州にしようという動きがあった。州の名前は半島の北に横たわるスペリオル湖にちなんでいる。アッパー半島の全郡のみならず、ロウアー半島の北部14郡や、アッパー半島と接するウィスコンシン州の5郡が提案に含まれることもあった。スペリオル州の州都候補地としては、マーケット、スーセントマリー、ホートンなどがよく挙げられた。
こうした動きは、古くは1897年に遡ることができる。このときの提案では、アッパー半島のほかにウィスコンシン州の北東部が含まれていた。1960年代にはアッパー半島をミシガン州から分離させ、ウィスコンシン州に編入する動きがあった。市外局番が複数の州にまたがることが許されなかったため、この動きの一環としてアッパー半島には906という市外局番が新たに割り当てられた。1962年には、分離独立を目指してアッパー半島独立協会（Upper Peninsula Independence Association）が設立された。ミシガン州議会に分離独立法案が提出され、20,000人の署名が集まったが、規定の56,000人には遠く及ばず、審議は見送られた。
1970年代に入っても、アッパー半島の分離独立への運動は地元出身のミシガン州議会議員ドミニク・ジャコベッティ（Dominic Jacobetti）らによって続けられた。しかし、1957年にマキノー橋が架けられたことによってロウアー半島とのつながりができたこと、人口が希薄であるが故にアッパー半島単体では州経済を成立させるだけの税収が見込めないことなどから、分離独立への動きは次第に立ち消えになっていった。

## 地理
アッパー半島は面積42,610km²で、ミシガン州の総面積の約1/3を占める。また、これはデンマークの国土面積にほぼ相当し、日本の九州より大きい。東西は最長515km、南北は最長200kmにおよぶ。半島は北にスペリオル湖、東にセントメアリーズ川、南にミシガン湖およびヒューロン湖と三方を水域に囲まれ、陸続きになっている西側でウィスコンシン州北部に接している。またスペリオル湖上の州境線を考慮すると、アッパー半島はミネソタ州北東部にも接していることになる。アッパー半島のスペリオル湖・ミシガン湖・ヒューロン湖の湖岸線は総延長2,700kmに達する。そのほか、半島内には大小4,300の湖がある。半島を流れる川の総延長は19,000kmにおよぶ。

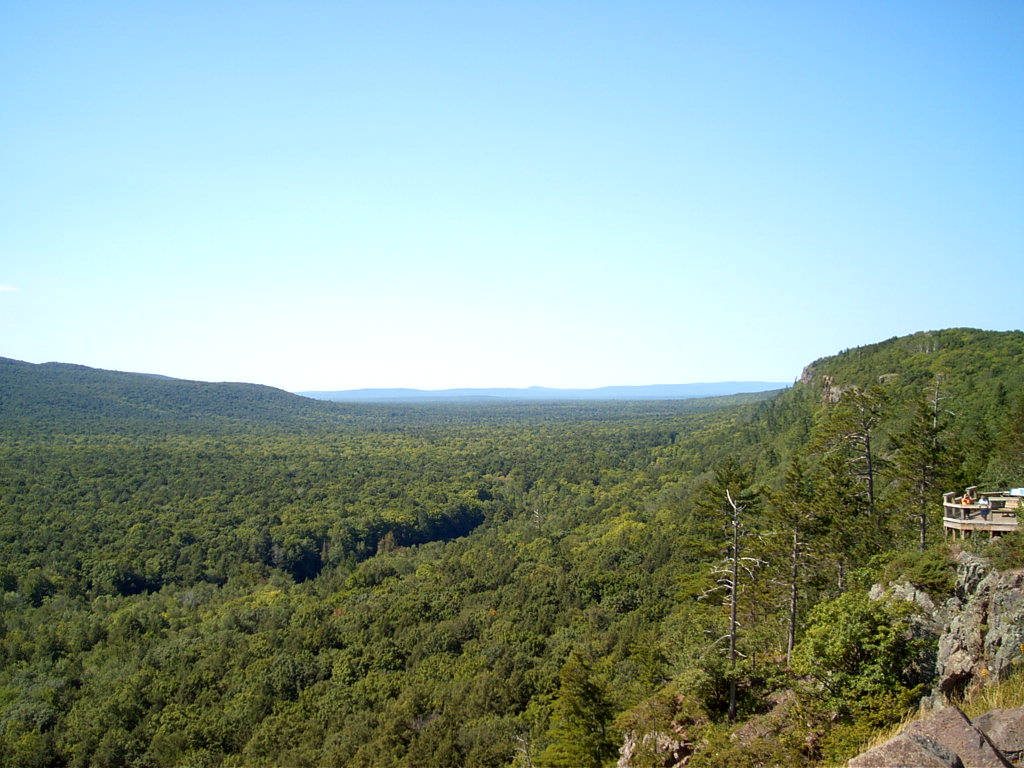
ポーキュピン山地。北アメリカでは最も古くに形成された部類に入る山地である。

半島東部は概して平坦な湿地が広がっている。それに対し、半島西部は標高こそあまり高くはないものの山がちで、起伏に富んだ地形が続く。半島西部の岩石は約35億年前の噴火活動の結果できたもので銅や鉄分を含み、地域の経済を支えてきた鉱石のもとになった。ミシガン州の最高点であるアーボン山（標高603m）、ウィスコンシン州との州境に位置するポーキュピン山地、半島中部に連なるヒューロン山地などには岩床が見られる。これらの山は何百万年も前に侵食され、氷河に覆われて形成された太古の山地である。
アッパー半島北西部からスペリオル湖に突き出しているキーウィーナー半島はアッパー半島の北端になっている。キーウィーナー半島はアメリカ合衆国内で最初に銅鉱石ブームが興った地域である。このキーウィーナー半島を含めたアッパー半島北西部の4郡はカッパー・カントリーと呼ばれている。
今日では、アッパー半島の1/3はオタワ国有林（Ottawa National Forest）やハイアワサ国有林（Hiawatha National Forest）など、政府所有の森林となっている。19世紀には林業のために伐採が進んだが、その後植林が行われ、1970年代までにはこれらの森林も再び成長した木々で埋め尽くされるようになった。

### 気候

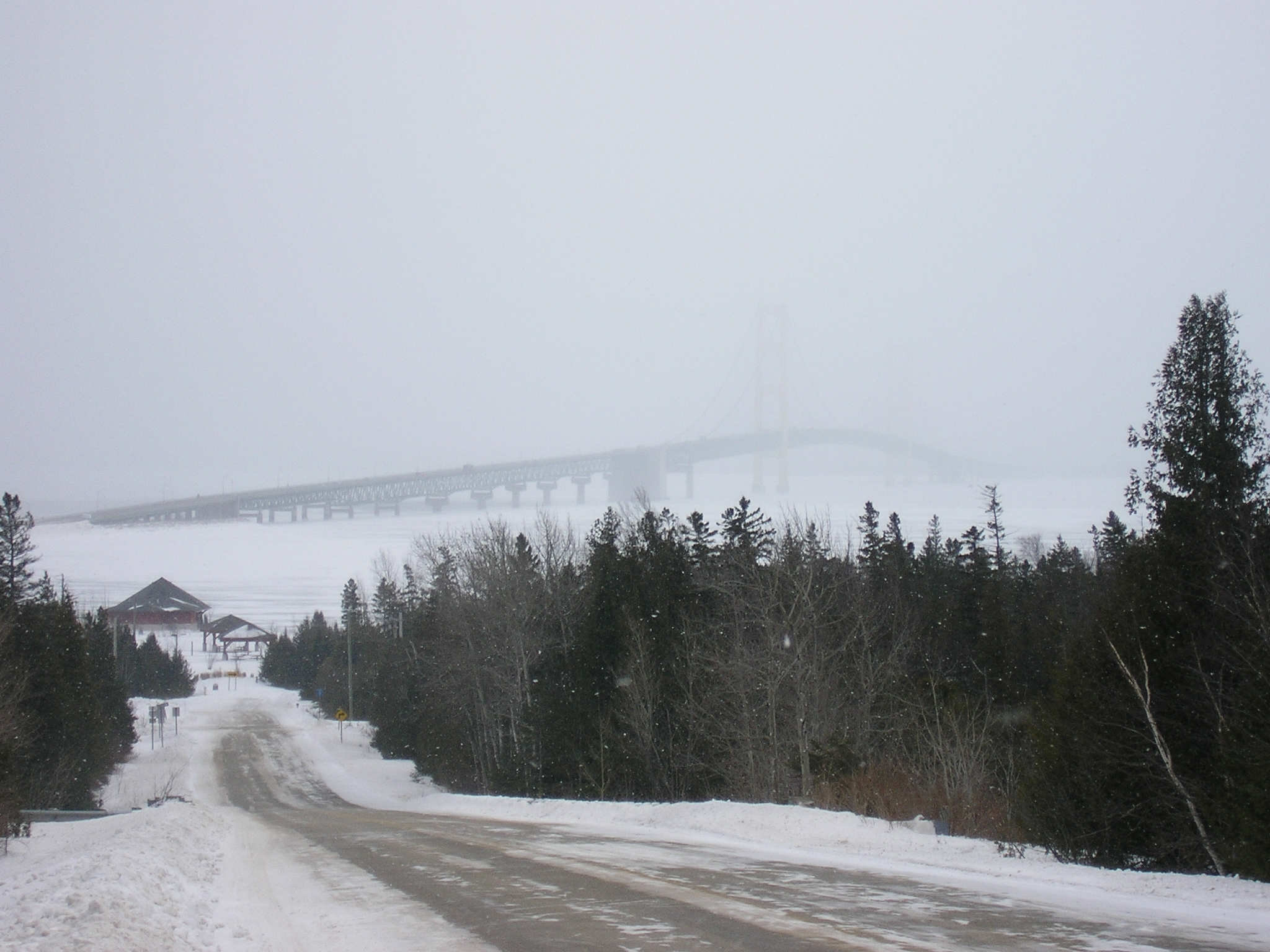
厳冬期のマキノー海峡。奥にはマキノー橋が霞んで見える。

アッパー半島の気候はスペリオル湖、ミシガン湖、ヒューロン湖の影響を大きく受けており、涼しく短い夏と寒さが厳しく長い冬に特徴付けられる。ウィスコンシン州との州境付近では大陸性気候の特徴が一層強まり、湖岸に比べて夏の気温が上がる一方、冬はより寒くなる。これらの地域においては、夏の気温は湖岸よりも摂氏5度程度高く、逆に冬には摂氏5度程度低くなる。
アッパー半島はアメリカ合衆国内屈指の豪雪地帯でもある。半島内のほとんどの地域においては、年間の降雪量は250cmにおよぶ。特にスペリオル湖に面するキーウィーナー半島やバラガ、マーケット、アルジャーの各郡は雪が多く、760cmを超える年間降雪量を記録したこともある。これらの地域では数分間のホワイトアウトや数日にわたるブリザードも見られる。雪は9月下旬から降り始める。6月に雪が降ることもある。
また、アッパー半島は全般的に緯度が高いため冬の日照時間は短く、日の出から日没まで8時間ほどしかない。一方、夏の日照時間はアメリカ合衆国本土の他地域に比べて総じて長い。

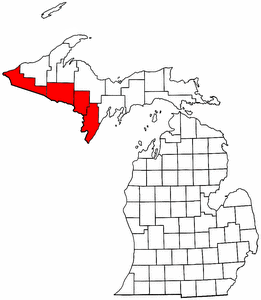
ミシガン州のうち中部標準時間帯に属する4郡

### 時間帯
アッパー半島のほとんどの地域は、ロウアー半島同様東部標準時間帯（UTC-5）に属している。しかし、ウィスコンシン州に接するアイアン、ゴギービック、ディキンソン、メノミニーの4郡だけはウィスコンシン州と同じ中部標準時間帯（UTC-6）に属する。
1966年に標準時法が制定されたとき、アッパー半島は全域がサマータイムなしの中部標準時間帯に属していた。その数年後、アッパー半島のほとんどの郡は東部標準時間帯に移行し、中部標準時間帯には前述の4郡だけが残った。1973年にミシガン州はサマータイムを採用し、現在のような時間帯になった。

### 主な都市
アッパー半島の人口は希薄である。州の総面積の1/3を占めるこの半島の人口は2010年の国勢調査で311,361人、州の総人口のわずか3%に過ぎない。またデトロイト、フリント、アナーバー、ランシング、グランドラピッズといった州の主要都市はすべてロウアー半島に集中しており、アッパー半島にはいくつかの小都市と町村が位置するのみである。以下にアッパー半島の主要な都市を挙げる。なお、以下の人口の数値はすべて2010年の国勢調査によるものである。
- マーケット - アッパー半島北部に位置し、スペリオル湖に面する。人口は21,355人で、アッパー半島最大の都市である。かつては鉄鉱石の鉱業の中心地および積出港として栄えたが、現在ではアッパー半島の文化・観光の中心地となっている。北ミシガン大学（英語版）は同市にキャンパスを構えている。
- スーセントマリー - アッパー半島東部に位置し、カナダ国境に接する。人口は14,144人でアッパー半島第2の規模。セントメアリーズ川（英語版）とスーセントマリー運河を挟んだカナダ側にはオンタリオ州スーセントマリーが位置している。
- エスカナバ（英語版） - アッパー半島南部に位置し、ミシガン湖に面する。人口12,616人。アッパー半島の都市のうち、人口1万人を超えるのは上述のマーケット、スーセントマリーとこのエスカナバの3都市だけである。アッパー半島を縦断する国道41号線（英語版）と横断する国道2号線が併走する、半島の道路交通の要衝となっている。
- ホートン（英語版） - アッパー半島北西部、スペリオル湖に突き出すキーウィーナー半島の付け根に位置する。人口7,708人。キーウィーナー半島の中心都市で、ミシガン工科大学（英語版）の学術都市でもある。
- アイアンマウンテン（英語版） - アッパー半島西部、ウィスコンシン州との州境に位置する。人口7,624人。かつてはその名が示す通り鉄山の町として発展してきたが、現在ではアッパー半島きってのスキーリゾートとなっている。

## 交通

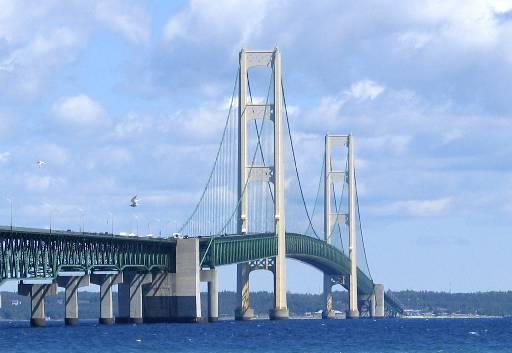
マキノー橋

アッパー半島とロウアー半島を隔てるマキノー海峡にはアッパー半島側のセントイグナスとロウアー半島側のマキノーシティとを結ぶ、長さ約8kmのマキノー橋が架かっている。このマキノー橋は1957年に架けられた、世界でも最長クラスの吊り橋である。マキノー橋が架けられる以前はフェリーがこの2つの半島間の交通手段であったが、遅かった上に不安定で、混雑時には待ち時間が数時間におよんだ。また、冬季は結氷のために運航することすらできなかった。フェリーが運航できない冬の間は、マキノー海峡が完全に結氷したときのみ、氷の上を渡って半島間を行き来していた。
マキノー橋には州間高速道路I-75が通っている。I-75はアッパー半島にさしかかる唯一の州間高速道路で、スーセントマリーのカナダ国境に架かるスーセントマリー国際橋が北の終点となっている。I-75はここから南進してマキノー海峡を渡り、デトロイト、シンシナティ、アトランタ、タンパなどの都市を通ってマイアミへと縦断する幹線である。
アッパー半島の人口が希薄であるため、アッパー半島を横切る州間高速道路はなく、一般の国道が都市間交通路としての役割を果たしている。半島内の道路交通において特に重要なのは国道2号線と国道41号線である。国道2号線はセントイグナスから西進してアッパー半島を横断し、ウィスコンシン州北部へと入る。国道41号線はキーウィーナー半島のカッパーハーバーからアッパー半島の北西部・中央部を縦断してウィスコンシン州東部へと入る。
アッパー半島で最も規模の大きい空港はマーケットにあるソーヤー国際空港である。同空港にはミネアポリス・セントポール国際空港やデトロイト・メトロポリタン・ウェイン・カウンティ空港からのノースウェスト航空の提携便やミルウォーキーのジェネラル・ミッチェル国際空港からのミッドウェスト航空の提携便、シカゴ・オヘア国際空港からのアメリカン航空の提携便が発着する。そのほか、アイアンウッド、アイアンマウンテン、エスカナバ、スーセントマリー、ハンコックも規模の小さい空港を持っており、主にジェネラル・アビエーションと呼ばれる、チャーター機や自家用機の離着陸のための空港として使用されるほか、ミッドウェスト航空の提携便が発着する。

## 経済
アッパー半島には銀、銅、鉄などが豊富に埋蔵している。金も少量ながら埋蔵しており、採掘もなされている。19世紀には、この豊富な鉱物の埋蔵量を活かした鉱業がアッパー半島の経済を支え、多数の企業城下町が形成されていた。1920年代以降は鉱業は下火となったが、現在アッパー半島に残る数少ない鉱山では細々と操業が続いている。これに加え、豊富な森林資源を活かした林業はアッパー半島の伝統的な産業となっている。1年を通して冷涼で夏が短く、土壌もポドゾル性でやせているため、概して農業には不向きで、作物もジャガイモやイチゴその他の小さい果実に限られている。
近年では、夏の涼しさと自然環境を活かした観光業がアッパー半島の主産業となりつつある。人口の希薄なアッパー半島には各所に国有林を含む森林が広がり、大小の湖沼が散らばり、スペリオル湖やミシガン湖の湖岸線が続き、150を超える滝が点在している。こうしたアッパー半島の自然は、この地を訪れる観光客にキャンプ、ボート、釣り、スノーモービル、狩り、ハイキングといったアウトドア活動の機会を提供している。多くのロウアー半島やウィスコンシン州の住民がアッパー半島で家族と共に休暇を過ごす。
スペリオル湖岸一帯に住むネイティブ・アメリカンのオジブワ族が運営するカジノも観光の目玉である。バラガ郡には全米最初のインディアン・カジノのひとつがある。当初は1部屋のみの至ってシンプルな施設であったが、現在ではいくつかのインディアン・カジノはより精緻な施設へと変貌を遂げている。
2006年、MSNの記事でアッパー半島は世界トップ10の旅行先に選ばれた。その記事内では、アッパー半島は第10位であった。

## 文化

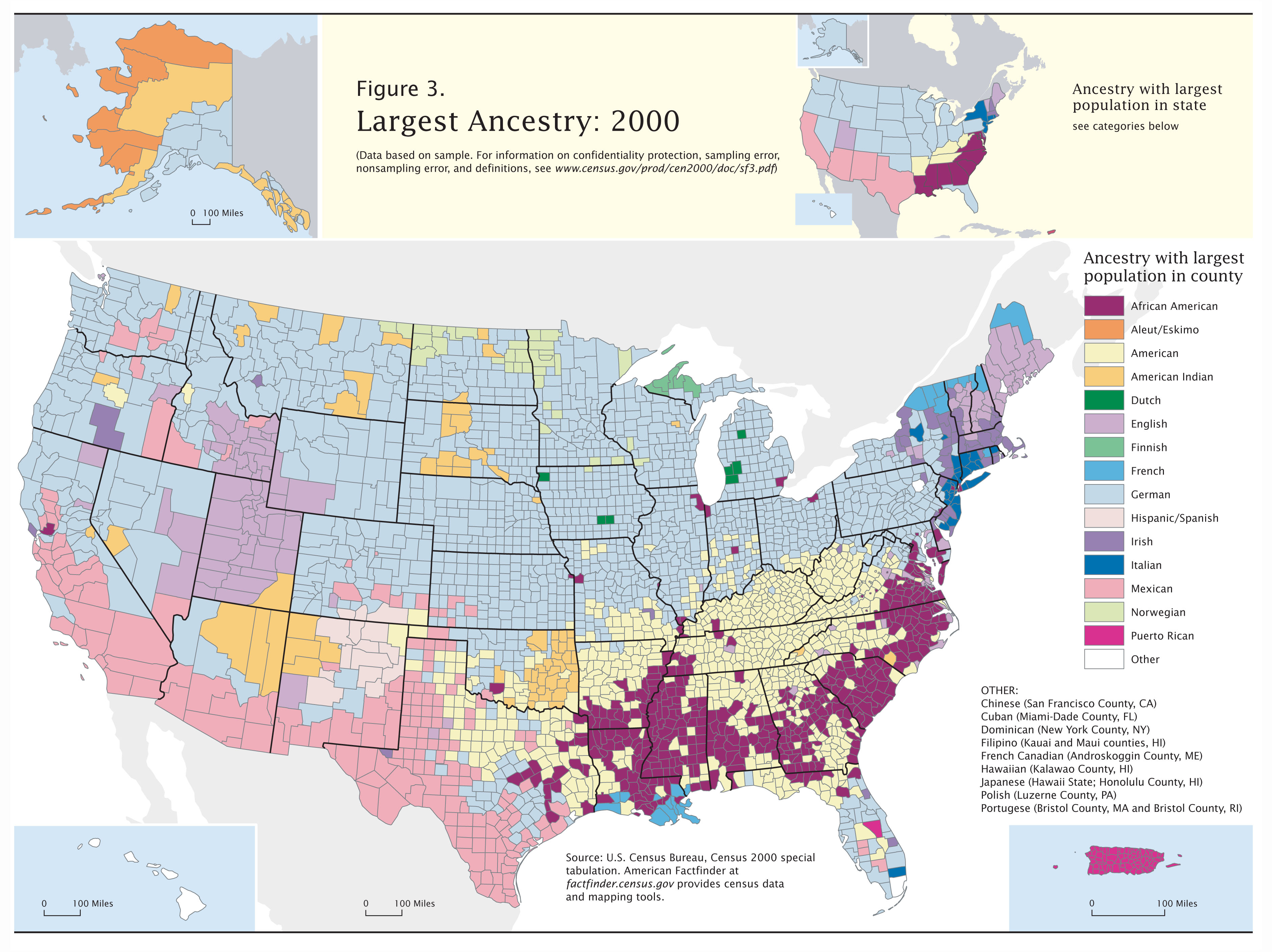
全米の各郡で最も多い祖先グループを示した地図。アッパー半島西部の各郡ではフィンランド系の住民が最も多い。

19世紀後半に北欧系の移民が大量移入してきたことにより、アッパー半島は現在でもスウェーデン系やフィンランド系の住民が多い。フィンランド系住民はアッパー半島の総人口の16%を占めている。アッパー半島はヨーロッパ外では最もフィンランド系住民が多く住む地域である。そのためアッパー半島ではサウナなどフィンランド文化を象徴する事物が見られる。マーケットには1962年に放送を開始した全米唯一のフィンランド語テレビ局がある。同局はフィンランド・コーリング（Finland Calling）という番組を放送している。ハンコックには全米唯一のフィンランド系大学であるフィンランディア大学がキャンパスを構えている。
アッパー半島の方言は北欧およびカナダの影響を受けている。ミシガン州観光局のスローガンであるSay YES to Michiganは、アッパー半島では方言を交えてパロディ的にSay ya to da UP, eh?と読まれている。
北欧系以外では、アッパー半島にはフランス系カナダ人、ドイツ系、コーンウォール系、イタリア系、ネイティブ・アメリカンの住民が住んでいる。フランス系カナダ人、ドイツ系、コーンウォール系の住民はいずれも、19世紀後半の鉱業全盛期にこの地に移入してきた移民の子孫である。
食文化にも移民の影響が見られる。ペストリーに細かく刻んだ肉・ジャガイモ・タマネギを詰めて焼いたパスティ（Pasty）はコーンウォール系の鉱夫がこの地に持ち込んだもので、現在では地元住民・観光客の両方に人気が高い。イタリア系移民は香辛料を効かせたソーセージをはさんだ、クディギ（Cudighi）というサンドウィッチを持ち込んだ。フィンランド系移民はニス（一般にはプラと呼ばれる/Pulla/ペストリー）、パンヌカック（Pannukakku/パンケーキ）、ビーリ（Viili/ヨーグルト）、コーップ（Korppu/シナモンのラスク）といった伝統のデザートをアッパー半島に持ち込んだ。キイチゴのジャムやメープルシロップもこの地域の特産品として挙げられる。また、五大湖で獲れるマスやシロマス（en:Coregonus）を食べる習慣もある。とはいえ、これらの魚は近年PCBや水銀による汚染が懸念されているが、各種の規制によって五大湖が浄化されつつあることもあって依然としてよく食べられている。そのほか、魚の燻製や酢漬けもこの地域ではよく見られる。

## 註
1. 1 2  American FactFinder. U.S. Census Bureau. 2011年2月4日.